# Vorarlberg S-Bahn
A Vorarlberg S-Bahn elővárosi vasúthálózat Vorarlberg tartományban, Ausztriában. A hálózaton a forgalom 2011. december 11-én indult meg, ezzel Ausztria legfiatalabb S-Bahn hálózatának számít. A hálózat 2024-ben hat vonalból állt, melyek összhossza 80 km. Napjainkban napi 260 ezer ember veszi igénybe a Vorarlbergi S-Bahn vonatait. Érdekesség, hogy az osztrák ÖBB egy másik szolgáltatóval, a Montafonerbahnnal közösen üzemelteti a járatokat.

## Vonalak
Az S-Bahn vonalai normál nyomtávolságúak és végig villamosítottak 15 kV 16,7 Hz-cel. A vonatok 30-60 percenként járnak, ütemesen a 80 km-nyi hálózaton. 
| Járat | Útvonal                                                 | Vasútvonal                                                     | Operátor                                                       | Indulás dátuma     |
| ----- | ------------------------------------------------------- | -------------------------------------------------------------- | -------------------------------------------------------------- | ------------------ |
| S 1   | Lindau-Insel (D) – Bregenz – Bludenz                    | Lindau–Bludenz-vasútvonal                                      | ÖBB                                                            | 2011. december 11. |
| S 2   | Feldkirch – Buchs SG (CH)                               | Feldkirch–Buchs-vasútvonal                                     | ÖBB                                                            | 2022. december 11. |
| S 3   | Bregenz – St. Margrethen (CH)                           | Lindau–Bludenz-vasútvonal, St. Margrethen–Lauterach-vasútvonal | ÖBB                                                            | 2011. december 11. |
| S 4   | Bludenz – Schruns                                       | Montafonerbahn                                                 | 2021 decembere óta az ÖBB az MBS nevében, korábban maga az MBS | 2012. december 9.  |
| S 5   | St. Margrethen (CH) – Lustenau – Dornbirn (– Feldkirch) | St. Margrethen–Lauterach-vasútvonal, Lindau–Bludenz-vasútvonal | ÖBB                                                            | 2021. december 12. |
| S 7   | Sablon:S-Bahn St. Gallen/Route                          |                                                                | Thurbo                                                         | 2021. december 12. |

## Képek

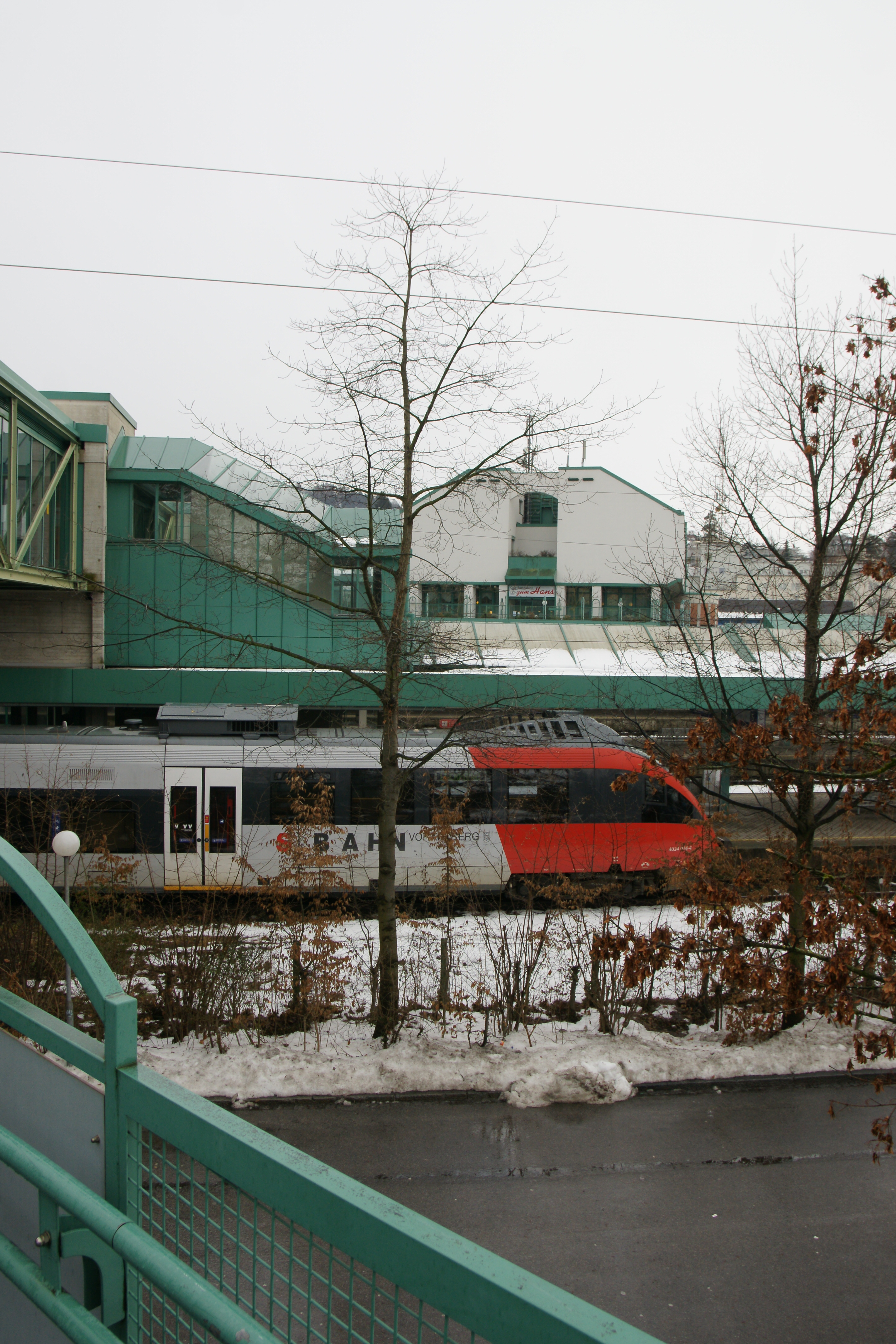
Bahnhof Bregenz
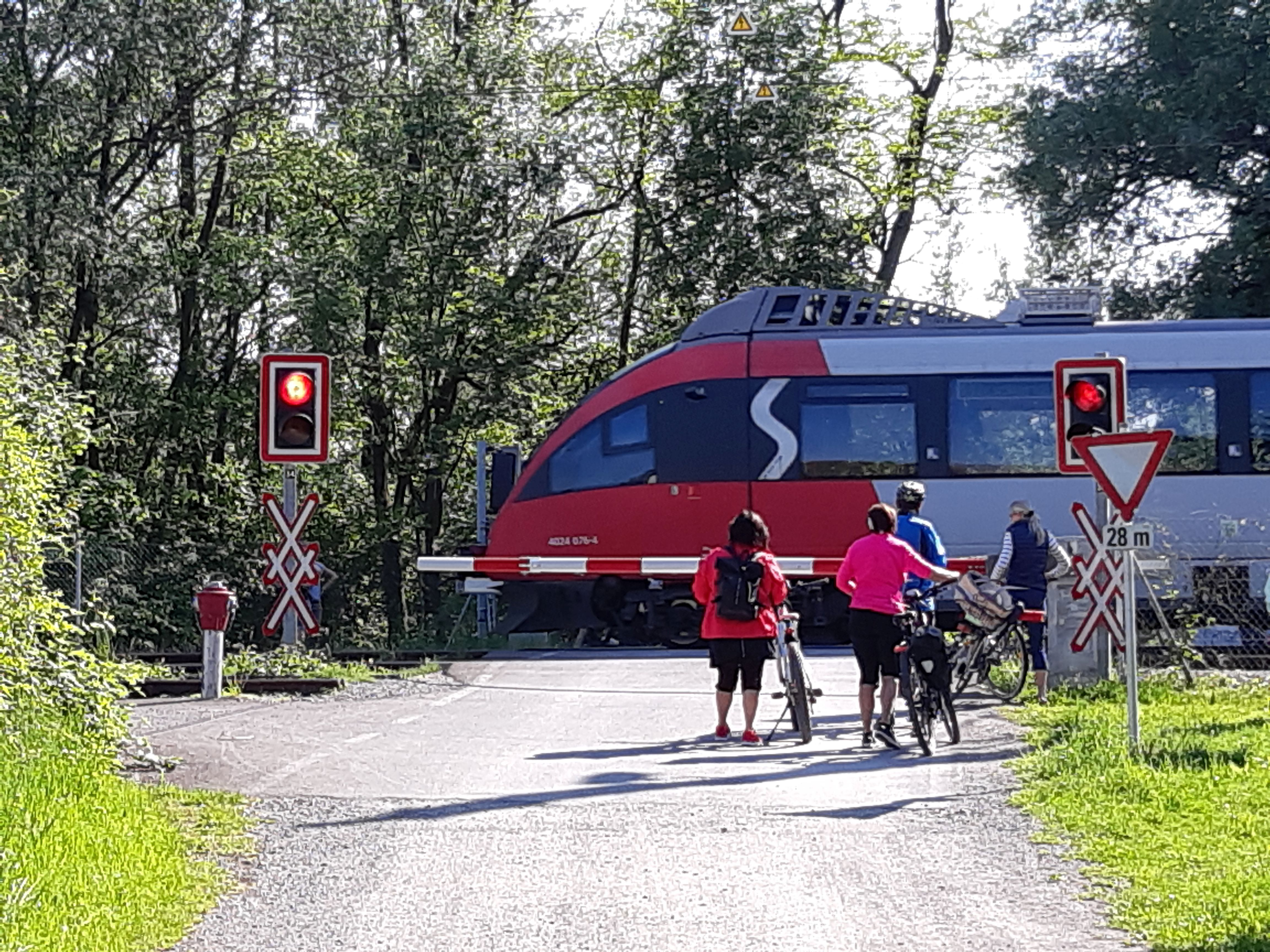
Vasúti átjáró
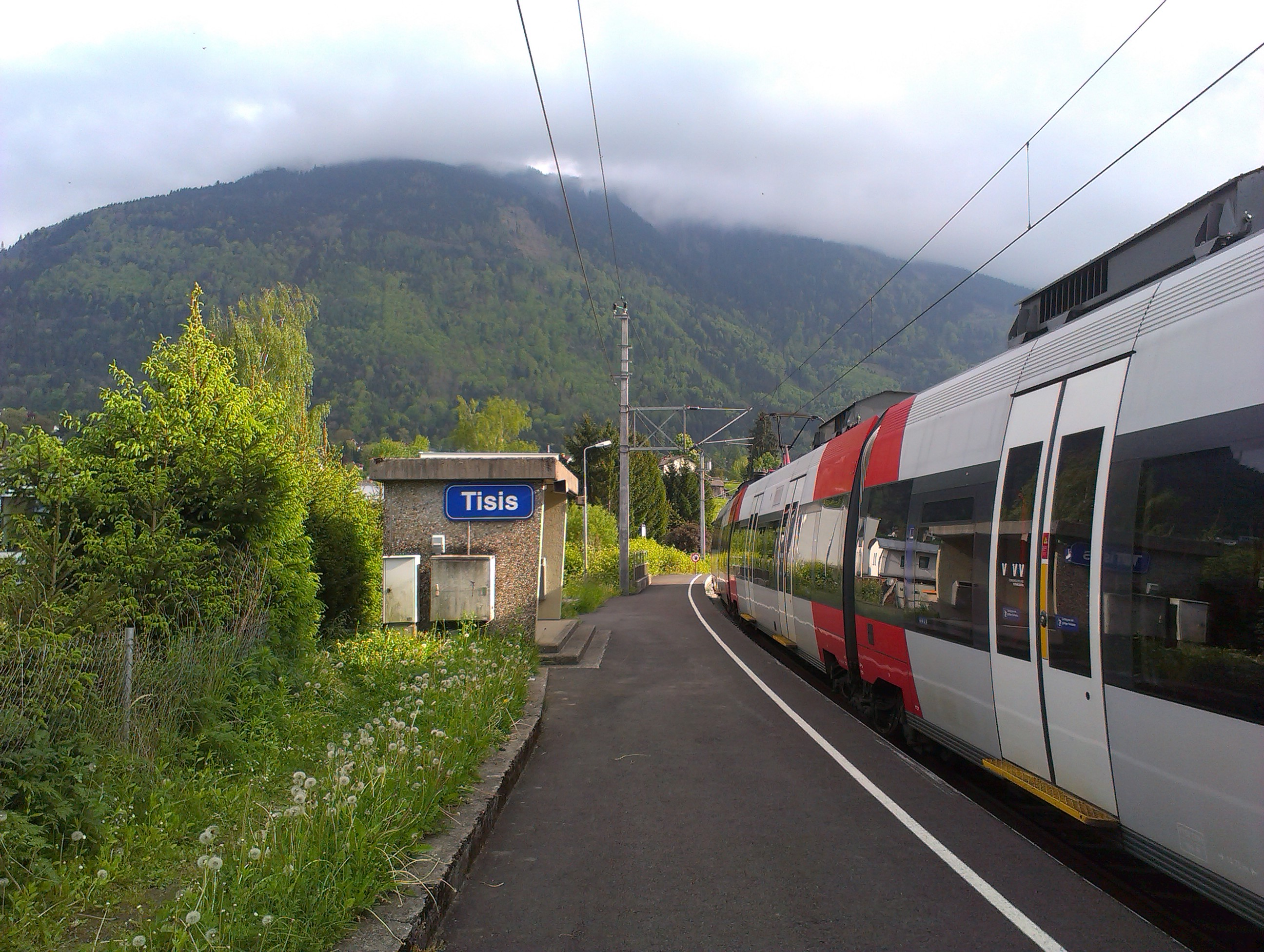
Bahnhof Tisis
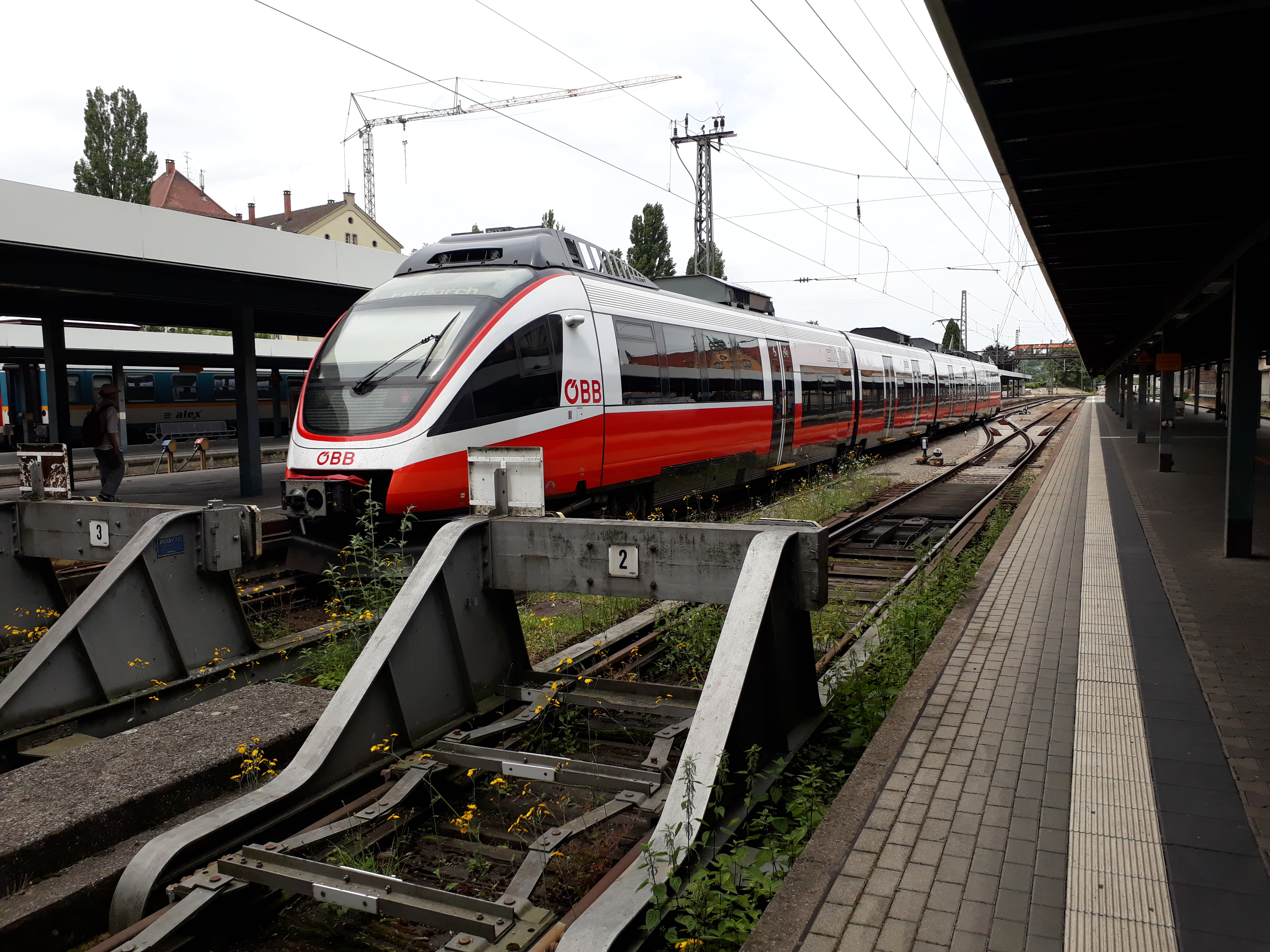
Lindau Hauptbahnhof, mai nevén Bahnhof Lindau-Insel
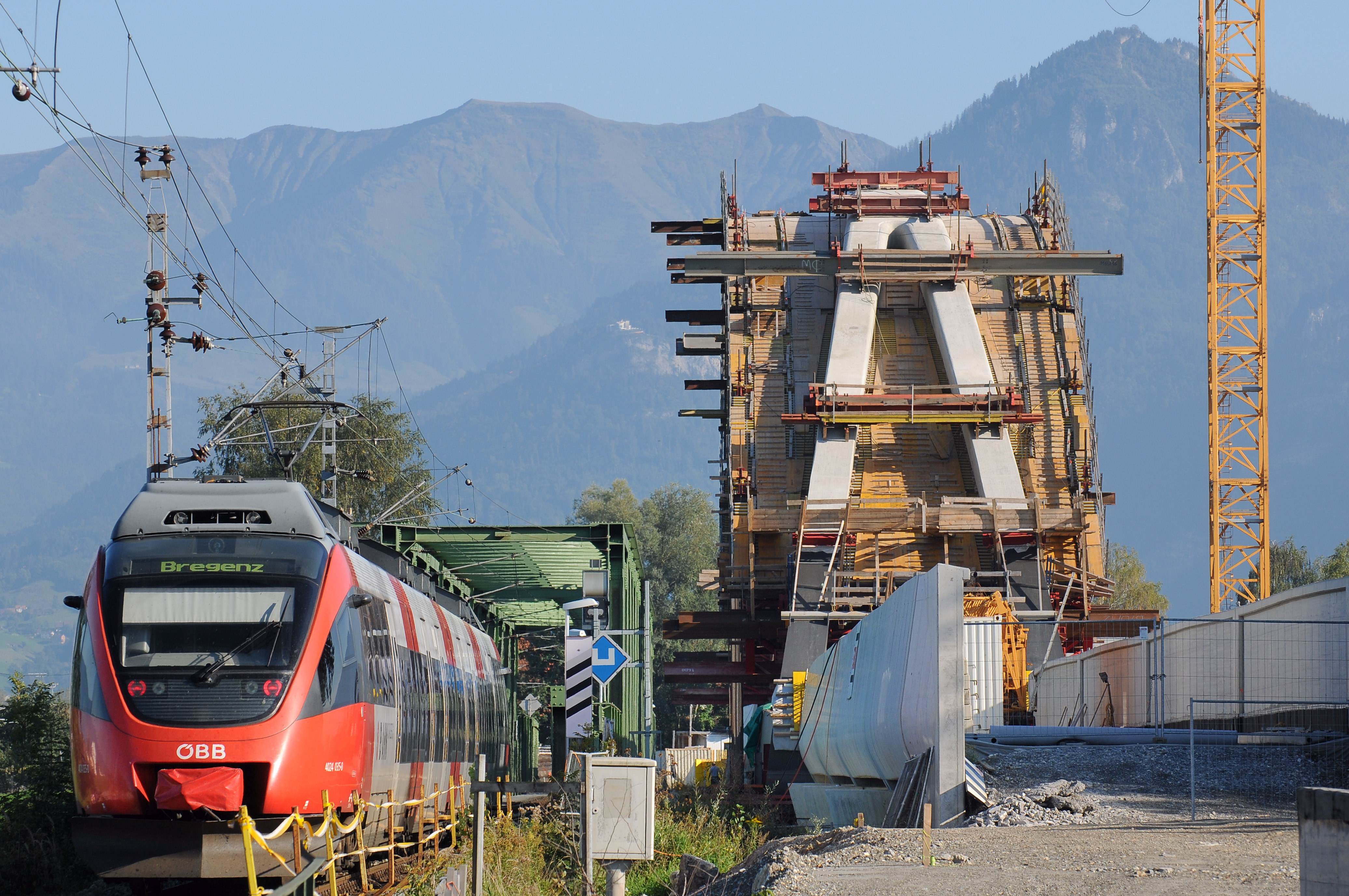